# Junge vom El Plomo

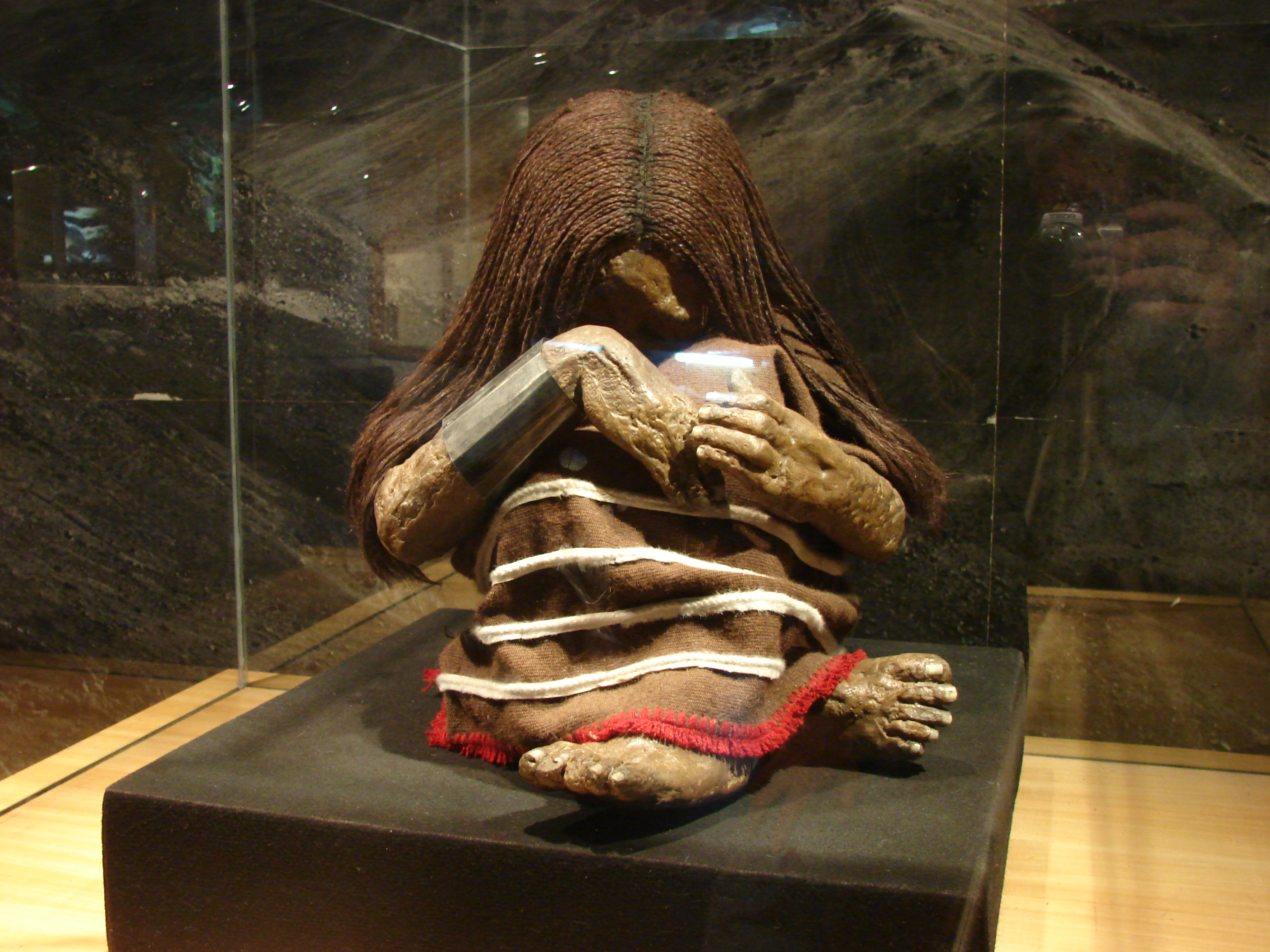
Der Junge vom El Plomo.
Nachbildung der Permafrostleiche im Museo Nacional de Historia Natural de Chile (Nationalmuseum für chilenische Naturgeschichte) in Santiago de Chile. Die Leiche des Kindes wird in einer eigens dafür angefertigten Klimakammer aufbewahrt, die für Publikum nicht zugänglich ist.

Der Junge vom El Plomo ist eine Permafrostleiche aus einem Inka-Höhenheiligtum in den Anden bei Santiago de Chile. Das achtjährige Kind wurde um 1500 n. Chr. auf einem 5400 m hohen Gipfel des El-Plomo-Massivs lebend begraben, um in Vermittlung mit dem Übernatürlichen dem Tal Schutz zu geben und die politische und ökonomische Macht des Inka-Herrschers zu festigen. 1954 von Plünderern ausgegraben und an das örtliche Naturkundemuseum verkauft, war es das erste Kinderopfer eines Capacocha-Rituals, das wissenschaftlich untersucht wurde. Die religiöse Verehrung, die dem Jungen zuteilwurde, hat sich bis in die Gegenwart in archaischen Riten erhalten.

## Beschreibung

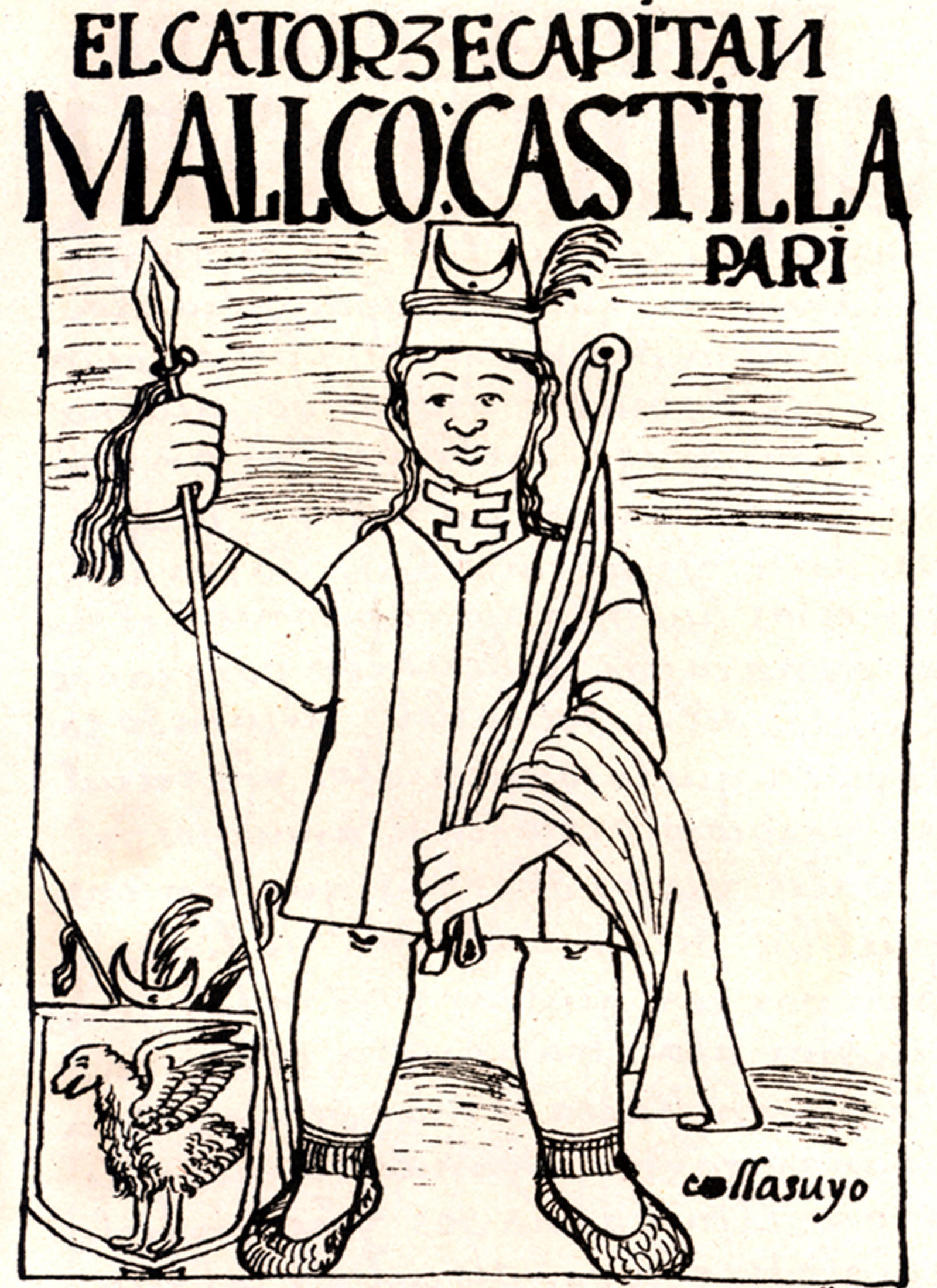
Der Junge vom El Plomo war fast so gekleidet wie der Häuptling des Kollasuyu, der Südprovinz des Inka-Staates Tawantinsuyu. In der Zeichnung des Chronisten Guamán Poma trägt Mallco Castilla Pari ein Unku, das bis zu den Knien reicht, eine Yacolla über dem linken Arm, ein Paar Hisscus an den Füßen, einen breiten Armreif am rechten Unterarm und am Hals eine Plakette in Form eines liegenden H. Besonders der Halsschmuck und die Schuhe sind charakteristisch für die Südprovinz.

Der Junge vom El Plomo ist die Bezeichnung für die außerordentlich gut erhaltene Permafrostleiche eines achtjährigen Inka-Jungen. Er wurde am 1. Februar 1954 entdeckt. Er war 1,40 bis 1,44 m groß und wog etwas mehr als 30 kg, als er starb. Er war normal entwickelt, äußerlich anscheinend gesund und wies keinerlei tödliche Verletzungen auf.
Der Junge nimmt eine sitzende Haltung mit angewinkelten Knien und gekreuzten Beinen ein. Sein Kopf ist auf den Knien angelehnt, die er mit seinen Armen umfasst. Insgesamt ist er leicht nach rechts geneigt. Er war mit einem Unku (kurze Tunika) aus schwarzer Lamawolle bekleidet, 47 mal 94 cm groß, vorne und hinten mit vier horizontal angeordneten weißen Streifen aus Lamafell dekoriert und unten mit einem roten Saum. Um seine Schultern trug er eine Yacolla (Umhang), 119 mal 70 cm groß, aus grauer Alpakawolle gewebt. An den Füßen hatte er ein Paar unbenutzte Hisscu (Mokassins), die aus je einem Stück Leder gefertigt wurden. Gemäß den Gebräuchen für Kinder trug er keine Unterwäsche. Am rechten Unterarm trug er ein 12 cm breites Silberarmband.
Das schwarze, kräftige Haar, mit mehr als 200 feinen Zöpfen ordentlich frisiert und von einem Mittelscheitel geteilt, reicht nach hinten und nach unten hängend bis über die Schultern. Auf dem Kopf trug er einen Schmuck aus Wolle mit schwarzen Wollfransen und aufgesteckten weißen und schwarzen Kondorfedern.
Er trug ein Llauto (Kopfband) mit einem Kinnriemen, in einem Stück aus schwarzem Menschenhaar geflochten. Daran befestigt hing unter dem Kinn eine Silberplakette in Form eines liegenden H. Die Silberplakette ist 17,7 cm breit, 6,8 cm hoch und 2 mm stark.
Die Augen des Jungen sind geschlossen. Er hat relativ lange, gerade Wimpern und buschige Augenbrauen. Sein Gesicht ist geschminkt mit roter Farbe aus Eisenoxid mit Fett und mit gelben Streifen, die diagonal zu Nase und Mund konvergieren.
Als er gefunden wurde, war sein Körper noch weich, wie bei einem kürzlich Verstorbenen. Danach setzte durch den Transport in eine wärmere und ebenfalls trockene Klimazone eine natürliche Mumifizierung ein und der Körper wurde oberflächlich fast steinhart.
Er hatte die Blutgruppe A. Durch langen Gebrauch des Llauto wurde sein Schädel etwas deformiert. In den Haaren hatte er Eier von Kopfläusen. Seine Haut weist Narben von Hautkrankheiten wie Akne oder Furunkulose und ein Angiokeratom auf. An den Beinen fanden sich acht geschwürartige Verletzungen. Die Füße haben eine ausgeprägte Verhornung der Haut. Daumen und Zeigefinger der rechten Hand haben kleine Warzen. Er war stark von Trichinen befallen, deren Herkunft für die Autoren eines Artikels über eine palöpathologische Untersuchung in der anthropologischen Zeitschrift Chungara laut der Artikelzusammenfassung schwer zu erklären war.

## Grab und Zeremonialkomplex

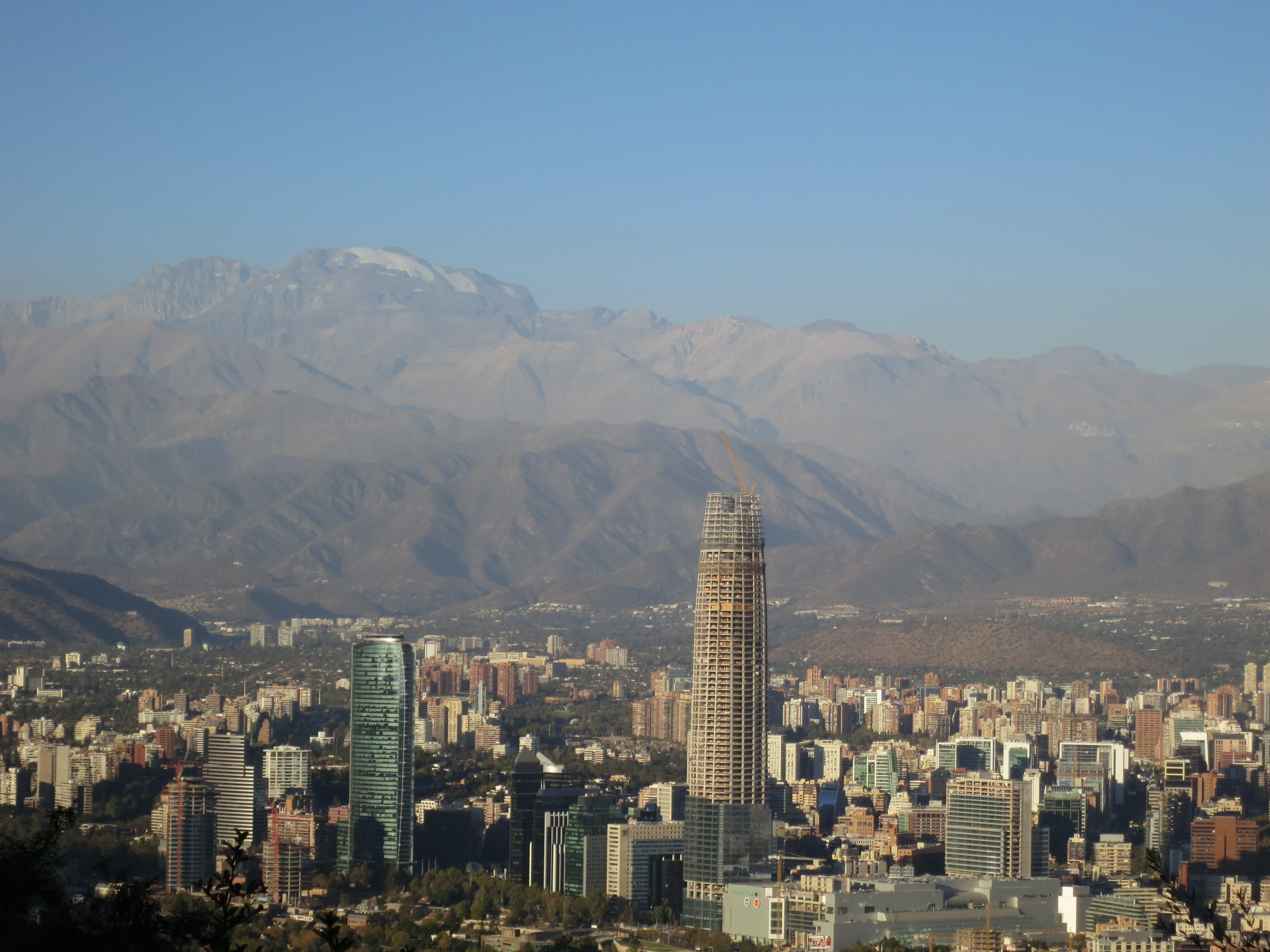
Der höchste Berg am Horizont über Santiago ist der El Plomo (5424 m). Die beiden hellen Flächen sind Gletscher. Die Bergspitze über dem größeren der beiden ist der weithin sichtbare Nebengipfel mit der Grabstätte. Der Hauptgipfel liegt dahinter verdeckt. Hier der Blick der sich vom Gipfel des Cerro San Cristóbal (880 m) zum El Plomo ergibt. Aus dieser Perspektive geht zur Süd-Wintersonnenwende im Juni die Sonne über dem hier links neben dem El Plomo erscheinenden Cerro Leonera (4954 m) auf. Das Zentrum von Santiago liegt im Schnittpunkt von mehreren solcher nach der Mythologie der Inka wichtigen Sicht- oder Kalenderlinien, die die Sonne bei Auf- oder Untergang zu bestimmten Terminen mit umliegenden Bergen bildet.

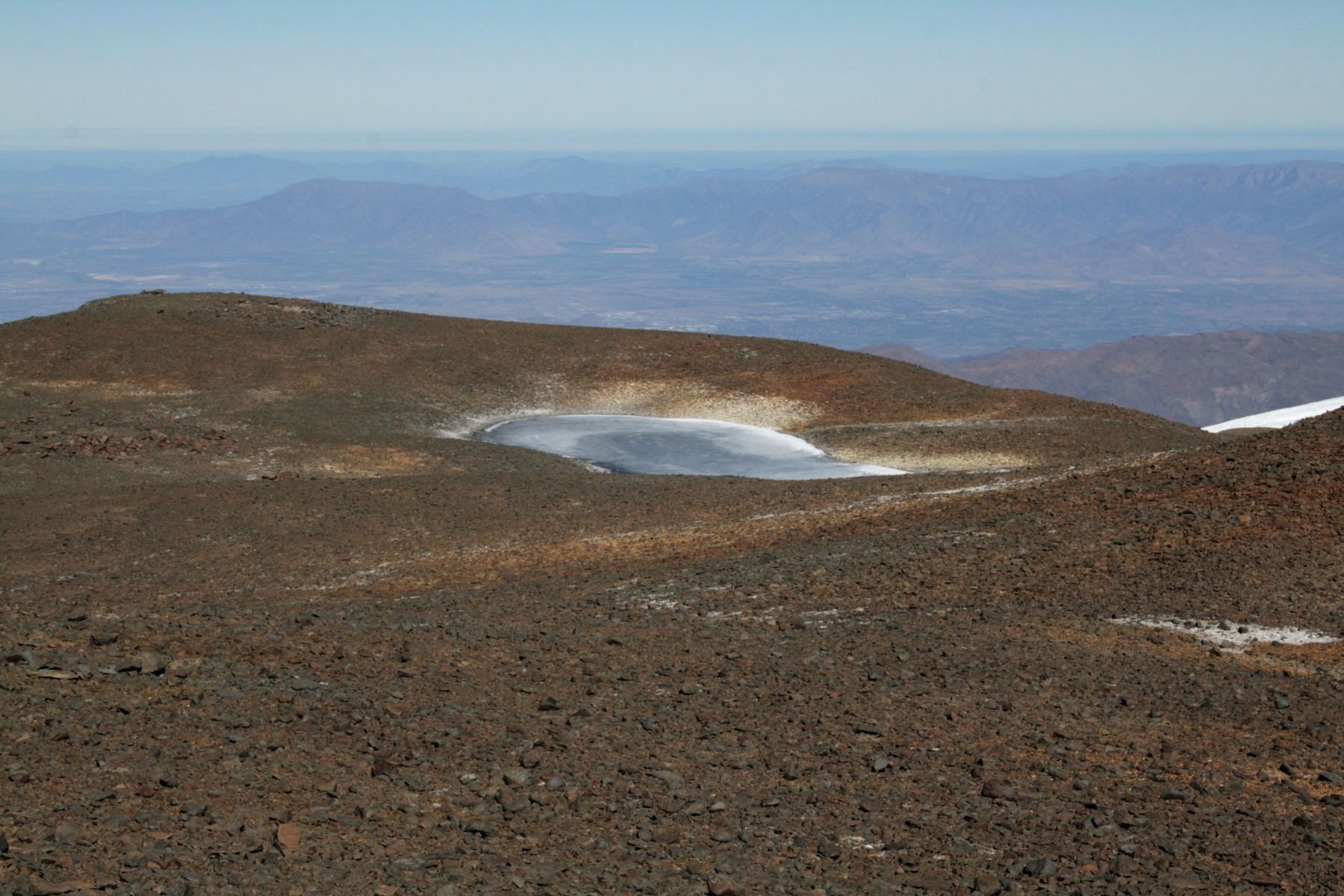
Blick aus Richtung Gipfel zur Grabstätte. Sie liegt in der linken Bildhälfte, etwa 10 m entfernt von einem kleinen See der nur oberflächlich zugefroren ist. In dieser Zone bleibt selbst im Winter der Schnee nicht liegen, weil er unter Einwirkung von starken Winden sublimiert.

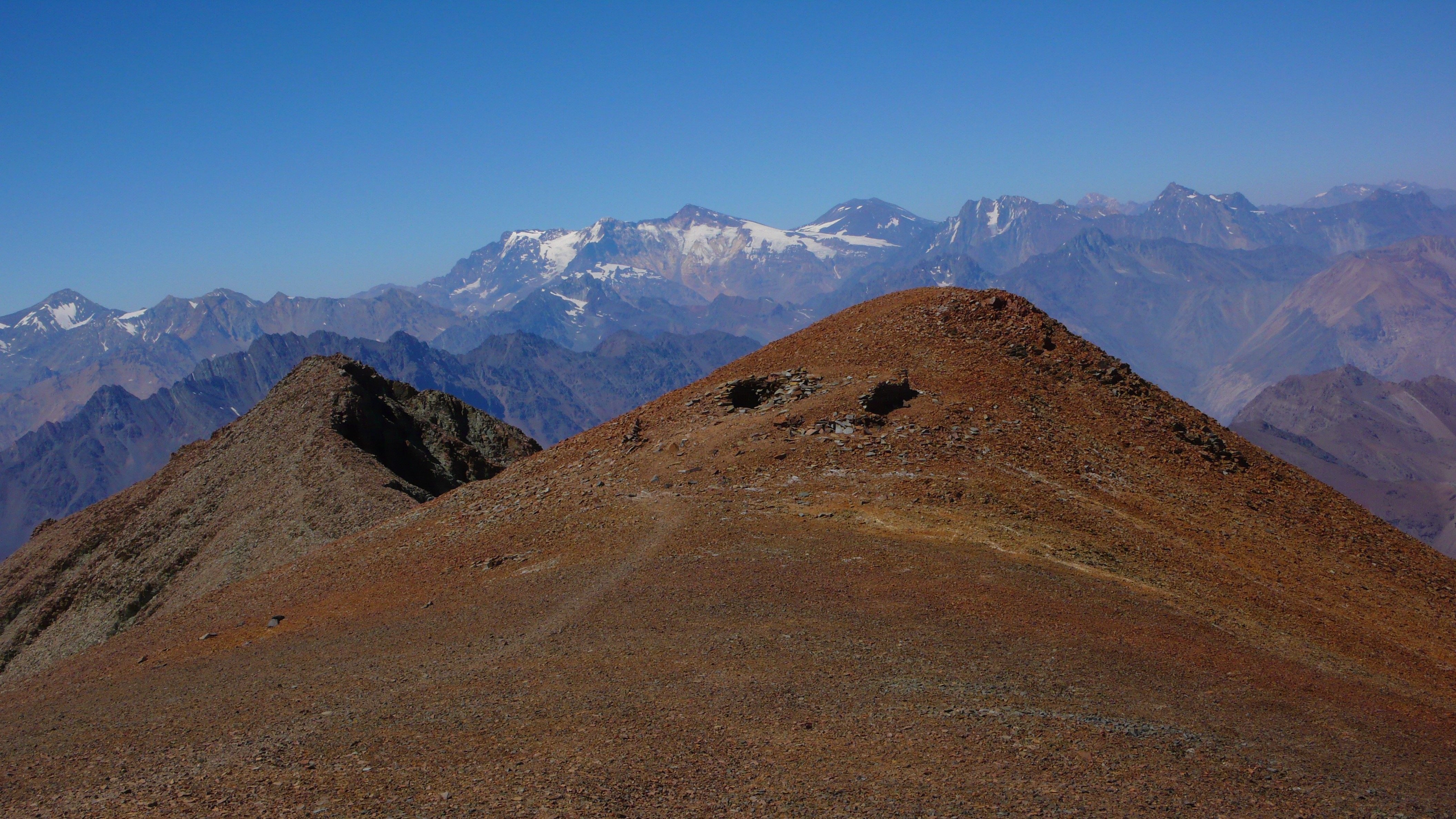
Die Kultstätte Adoratorio aus Richtung des Enterratorio gesehen. Die ovale Plattform mit dem Loch im Zentrum liegt ebenfalls in einer ständig schneefreien Zone. Der Adoratorio liegt wahrscheinlich deswegen an einem Hang, und nicht im flacheren Gelände davor, weil dieses noch von einem Gletscher bedeckt war, als ihn die Inka erbauten. 1896 wiederentdeckt, ist auch diese Anlage seitdem von Grabplünderern schwer beschädigt worden. Der nach rechts abfallende Berghang ist von Santiago aus zu sehen.

Der Junge wurde auf der Gipfelkuppe des Cerro El Plomo gefunden. Der weithin sichtbare, dominante Berg mit seinem meist schneefreien Gipfel (33° 14′ S, 70° 13′ W) auf 5424 m über dem Meeresniveau befindet sich in etwa 46 km Luftlinie nordöstlich vom Zentrum Santiagos entfernt. Die Region gehörte im späten 15. und frühen 16. Jahrhundert zum südlichsten Herrschaftsbereich des Inka-Imperiums Tawantinsuyu mit einem Verwaltungszentrum an der heutigen Plaza de Armas in Santiago.
Die Grabstätte, im Spanischen als Enterratorio bezeichnet, war eine mehrteilige Anlage auf einem Nebengipfel, deren Ruinen sich bei 33° 14′ S, 70° 13′ W rund 300 m westlich vom Hauptgipfel befinden. Sie bestand aus drei mit Trockenmauern eingefassten Rechtecken von unterschiedlicher Größe. Das Grab des Jungen war mit rund 3,5 m Länge und 1,8 m Breite das größte der drei. Die Wandstärken betrugen 60 bis 70 cm. Die Steine von unterschiedlicher Größe mit maximal 25 kg Gewicht waren unbearbeitet, scharfkantig und in einfachster Weise bis zu 80 cm hoch aufgeschichtet. Die Flächen zwischen den Innenwänden waren bis zur Höhe der Mauerkrone ganz aufgefüllt mit einer Mischung aus Erde, Stroh und Heu, sowie drei bis vier horizontal angeordneten dünnen Schichten aus kleinen gerundeten Steinen. Diese Materialien stammen nicht vom selben Berg und sind sicherlich von einem anderen Ort herangeschafft worden. Infolge fortgesetzter Plünderungen waren schon 1954 das meiste Füllmaterial ausgehoben und die Mauern zu einem großen Teil zerstört.
In jedem der drei Rechtecke befindet sich je eine runde Grube im Permafrostboden, alle von ähnlicher Größe. Die, in der der Junge begraben war, ist in den Untergrundfels eingelassen. Sie ist, von der Oberfläche des Füllmaterials aus gemessen, 1,3 bis 1,4 m tief. Auf dem Niveau des Permafrostbodens hat sie einen Durchmesser von 80 cm und war mit einer Steinplatte zu einer Gruft verschlossen. Es wurde vermutet, dass eine der anderen beiden Gruben ebenfalls ein Grab war. Dass nicht mehr Leichen gefunden wurden, wie an anderen Orten, kann auch daran liegen, dass die Inka nur relativ kurze Zeit, knappe 50 Jahre, über die Region herrschten.
Von der Grabstätte aus kann man weit in die Umgebung blicken und umgekehrt ist sie von weit entfernten Orten sichtbar. Nach Norden in 68 km Entfernung ist der Aconcagua zu sehen und nach Süden in 50 km der Peladero (33° 41′ S, 70° 13′ W), beides Berge mit mythischer Bedeutung, auf denen ebenfalls Inka-Ruinen gefunden wurden. Richtung Südwesten ist das Mapocho-Tal mit Santiago einsehbar und in Richtung Westen, in mindestens 135 km Entfernung, ist der Pazifische Ozean zu sehen.
Südöstlich von der Grabstätte, in Sichtweite, in ca. 650 m Entfernung und 200 Höhenmeter tiefer gelegen, befindet sich eine Kultstätte. (33° 15′ S, 70° 13′ W) Sie besteht aus einer Plattform mit inkorporiertem Ushnu (Ort zur Aufnahme von flüssigen Opfergaben) und wird im Allgemeinen als Adoratorio (span. für Anbetungsstätte) bezeichnet. Anders als die übrigen Konstruktionen auf dem Berg, hat sie eine ovale Form. Eine äußere ringförmige Steinmauer umfasst eine Fläche mit 9 m beziehungsweise 8,5 m in ihren Hauptachsen, rund 60 m² groß. Eine innere dazu konzentrische Steinmauer hat 2,1 m und 1,7 m in den Achsen. Der Raum zwischen den Mauern war bis zur Mauerkrone mit Steinen aufgefüllt. Der Boden des inneren Mauerrings ist mit flachen Steinen ausgelegt. Vor der Plattform gab es eine Feuerstelle. Die lange Achse dieser Anlage und die Hauptachse des weiter oben liegenden Grabes bilden eine Linie mit einer 13°-Abweichung von der Nordrichtung nach Westen. Von der Kultstätte aus hat man über den dazwischen liegenden Iver-Gletscher hinweg einen freien Blick zur Grabstätte.
Am Weg vom Tal zum Gipfel des El Plomo befinden sich eine Reihe von Anlagen und ein befestigter Weg. Moderne Bergsteiger schlagen ihr Basislager in der leicht zu erreichenden Piedra Numerada (33° 17′ S, 70° 13′ W) auf, eine Talebene mit Grasland am Río Cepo, die 6 km Luftlinie südlich vom Gipfel auf 3400 m Höhe gelegen ist und 4 km nördlich vom santiaguiner Skizentrum Valle Nevado. Schon auf dem Weg zu diesem Basislager finden sich zwei Maueranlagen am Estero Las Llaretas. Rund um Piedra Numerada gibt es sechs weitere Anlagen, die an die Felsen angebaut sind. Eine davon ist ähnlich wie die Kultstätte Adoratorio elliptisch mit einem Loch und mit Blick zum Gipfel des El Plomo angelegt. Am El Plomo-Westkamm, schon auf über 5000 m Höhe führt ein mit flachen Steinen befestigter Weg in Richtung Adoratorio. In unmittelbarer Nähe des Adoratorio, am beginnenden Westhang befindet sich eine Gruppe von fünf Steinhütten auf Terrassen, die für 20 bis 30 Personen Platz bieten.

## Opferung im Capacocha-Ritual

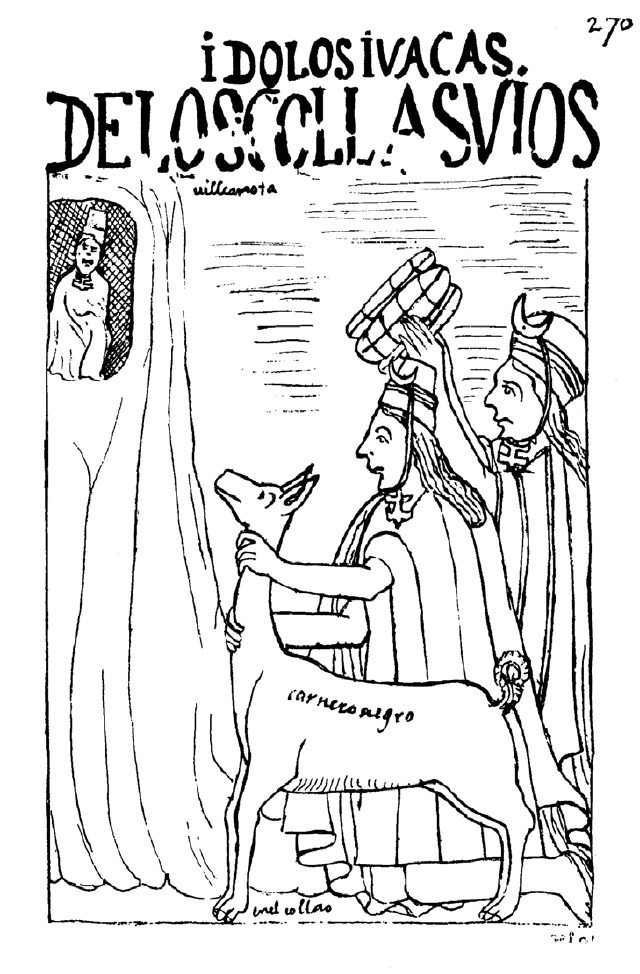
Die Inka aus dem Kollasuyu beten den Berg an, auf dem das Kind begraben wurde und bringen ihm Opfergaben. (Guamán Poma, 1615)

In der Inka-Mythologie waren Berge Götter (Apu), die durch Beherrschung von Naturereignissen Leben gaben oder nahmen. Den angebeteten heiligen Bergen wurden in einem Capacocha genannten feierlichen Ritual ausgewählte Objekte oder Tiere als Opfer gebracht. Bei besonderen Anlässen wurden dazu auch Kinder getötet. Verteilt über das ehemalige Inka-Reich gibt es 192 Berge, auf denen Zeremonialanlagen gefunden wurden. Auf 14 Bergen, die alle bis auf einen über 5400 m hoch sind, wurden zwischen 1896 und 1999 insgesamt 27 Capacocha-Menschenopfer gefunden, bis auf eine Ausnahme alles Kinder. Dazu kommen noch Menschenopfer von zwei Inseln. Im theokratisch geführten Inka-Staat war die Capacocha eines der bedeutendsten Rituale. Sie war nicht nur religiös motiviert, sie war vielmehr ein Staats-Ritus, mit dem auch die Geografie und die Politik des Imperiums definiert und die politische und wirtschaftliche Macht des Inka gefestigt wurde.
Die Opferung des Jungen vom El Plomo als Teil einer Capacocha fiel in die Zeit nach 1483, als die Inka begannen, Zentralchile in ihr Imperium einzugliedern, und vor 1533, als die Spanier die Inka-Hauptstadt Cuzco einnahmen. „Der Junge vom Aconcagua“, eine weitere Permafrostleiche, gefunden 70 km weiter nördlich am Aconcagua, wurde im gleichen Zeitraum, möglicherweise sogar zur gleichen Zeit geopfert.
Zur Abhaltung einer Capacocha wurden vom Inka-Herrscher Boten ausgesandt, die in den Provinzen des Landes Tribute dafür einforderten. Angefordert wurden Jungen und Mädchen zwischen vier und zehn Jahren sowie Objekte aus Gold, Silber oder Muscheln und feine Kleidung, Federn, Cocablätter und Kamelide. Die Kinder mussten physisch perfekt sein, makellos und jungfräulich. Der Junge vom El Plomo stammte seiner Kleidung nach zu urteilen aus dem Qulla Suyu, der Süd-Provinz des Inka-Reichs. Er gehörte höchstwahrscheinlich zum Kolla-Volk, der mächtigsten ethnischen Gruppe dieser Provinz im bolivianischen Altiplano. Es gibt einen Hinweis darauf, dass ein Junge namens Cauri Pacssa als Menschenopfer nach Chile gebracht wurde. Ob er es war, der auf dem El Plomo gefunden wurde, ist allerdings nicht geklärt.
Bei Ankunft des Tributs in Cuzco empfingen der Inka und sein Hof die mit den Capacocha-Gaben angereisten Würdenträger mit einem mehrtägigen rituellen Fest. Der Inka legte zusammen mit seinen Priestern fest, welche Huaca (Bergheiligtum) welche Opfer erhielt. Nach Erledigung aller formalen Vorbereitungen verließen die Priester mit Tross und den Opfergaben in einer feierlichen Prozession über vorgeschriebene Wege Cuzco. Die Capacocha-Prozession ging zu Fuß über den Inka-Pfad von Cuzco bis zur Stadt, die heute Santiago heißt. Cuzco und El Plomo sind 2193 km Luftlinie voneinander entfernt. Die Prozession wurde in den Provinzen von Repräsentanten lokaler Fürsten empfangen und eskortiert.
In den zwölf Monaten vor der Opferung wurde der Junge mit besonderen Mahlzeiten wie Mais und Charqui ernährt, so gut, dass er am Ende übergewichtig war. Wie die dicken Hornhautschichten an seinen Fußsohlen nahelegen, ging er barfuß. Als er in Santiago ankam, war er acht Jahre und drei Monate alt.
Am El Plomo gab es 24 Stunden vor dem Tod eine rituelle Mahlzeit. Vom Adoratorio aus musste der Junge noch viele hundert Meter bis zum Enterratorio zurücklegen. Das ist, auch heute noch, der schwierigste und gefährlichste Teil der Strecke, weil der Weg über den Iver-Gletscher führt. Vermutlich dabei zog er sich ein auffälliges Ödem an seinem rechten Fuß zu.
Am Enterratorio angekommen, war er sicher erschöpft vom beschwerlichen Weg in der dünnen Höhenluft. Er kaute Kokablätter und es wurde ihm Chicha zu trinken gegeben. Erschöpft und von den Priestern durch Alkohol und andere Drogen betäubt, wurde er müde. Der Körper wehrte sich ein letztes Mal und versuchte, das Gift zu erbrechen. Der Junge setzte sich in das vorbereitete Loch. Um sich vor der Kälte zu schützen, zog er seine Tunika über die angewinkelten Knie bis zu den Füßen und umgriff seine Beine mit den Armen. Der Junge schlief allmählich ein und sein Kopf sank auf die Knie. Die Priester statteten ihn noch mit Grabbeigaben aus und begruben ihn dann schlafend, noch lebend, indem sie die Gruft mit einem Stein verschlossen und mit Erde überschichteten. Der Junge starb bald an Unterkühlung und Sauerstoffmangel, bevor er einfror.

## Mythische Bedeutung bis in die Gegenwart
Noch 1620, also fast ein Jahrhundert nach Beginn der spanischen Kolonisierung und Christianisierung, wurde registriert, dass sich die indigene Bevölkerung an ihre Capacocha-Kinder und die Lage ihrer Gräber erinnerte und sie weiterhin mit ihren Ritualen verehrte.
Als die Entdeckung des Jungen vom El Plomo bekannt wurde, sprachen die Einheimischen aus der Gegend von San Pedro de Atacama davon, dass es sich bei ihm um den ehelichen Sohn der Berge Licancabur und Quimal handle. Diese beiden Berge von mythischer Bedeutung zeichnen sich durch die Besonderheit aus, dass sie um die Zeit der Süd-Sommersonnenwende morgens und abends abwechselnd auf den jeweils anderen Berg Schatten werfen.
Der Junge vom El Plomo nimmt in der Mythologie der indigenen Bevölkerung noch bis in die Gegenwart seinen Platz als „Oberwächter“ oder „Wächterkind“ des Berggottes El Plomo ein. Personen, die sich als Nachfahren der Völker des Inka-Staates Tawantinsuyo verstehen, versammeln sich jeweils am 21. Juni zum Inti Raymi, der Wintersonnenwende- und Neujahrs-Feier, und beten Inti Wawa, das Kind der Sonne, an. Seit 2009 findet jedes Jahr eine solche Veranstaltung vor dem Naturkundemuseum in Santiago statt. Bei dieser Gelegenheit erlaubte das Museum den Teilnehmern die Besichtigung der Leiche des Jungen.